# Nymphalis herri
Nymphalis herri är en fjärilsart som beskrevs av William D. Field 1936. Nymphalis herri ingår i släktet Nymphalis och familjen praktfjärilar. Inga underarter finns listade i Catalogue of Life.